# Børnenes Kontor (dokumentarfilm fra 1926)
 For alternative betydninger, se Børnenes Kontor (flertydig). (Se også artikler, som begynder med Børnenes Kontor)
Børnenes Kontor er en dansk dokumentarfilm fra 1926.

## Handling
Kontorets boder på Gammel Torv. Børn i slumkvarterer. Tøjuddeling. Udflugt til Bakken. Flyveren Højriis skriver autografer. Ford Rodeo. Indsamling af penge på forskellige arbejdspladser (bl.a. DSB). Besøg hos en arbejdsløs familie i kommunens barakker. Julemad uddeles.